# John Sudworth
John Sudworth est un journaliste britannique. Il était auparavant correspondant à Pékin de la British Broadcasting Corporation (BBC) et est actuellement correspondant nord-américain du réseau. Il vivait et travaillait en Chine depuis neuf ans. Son épouse, Yvonne Murray, est journaliste pour la chaîne publique irlandaise RTÉ. En 2017, Sudworth et son équipe de tournage ont été attaqués et forcés de signer des aveux dans un village chinois. En 2020, Sudworth a remporté le prix George-Polk pour ses reportages sur les camps d'internement du Xinjiang. Après avoir subi des pressions et des menaces de la part du gouvernement chinois, il a quitté Pékin et a déménagé à Taipei avec sa femme et ses trois jeunes enfants en mars 2021,.